# Cyriotasiastes rhetenor

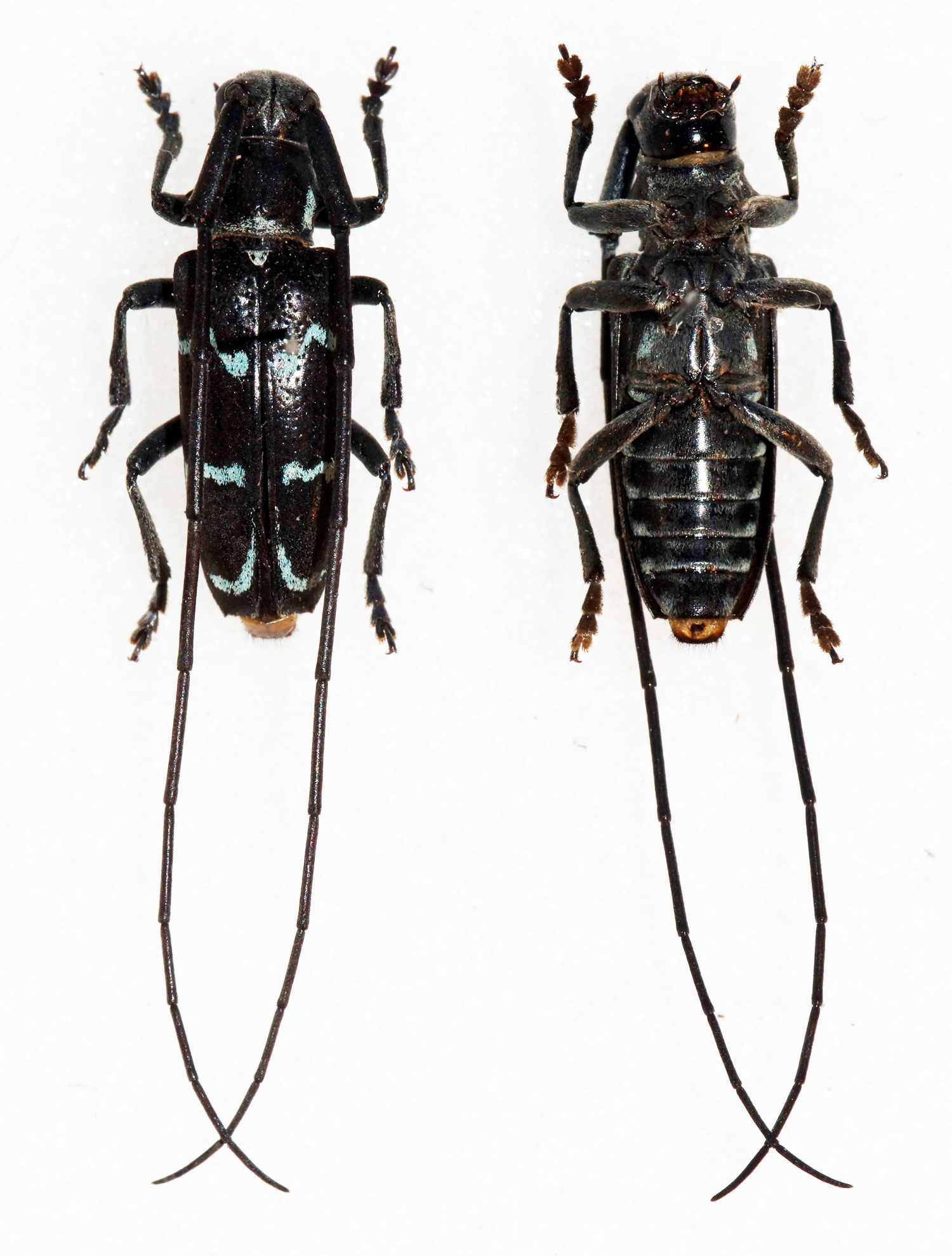

Cyriotasiastes rhetenor là một loài bọ cánh cứng trong họ Cerambycidae.